# Kostel svaté Anny (Staré Město)

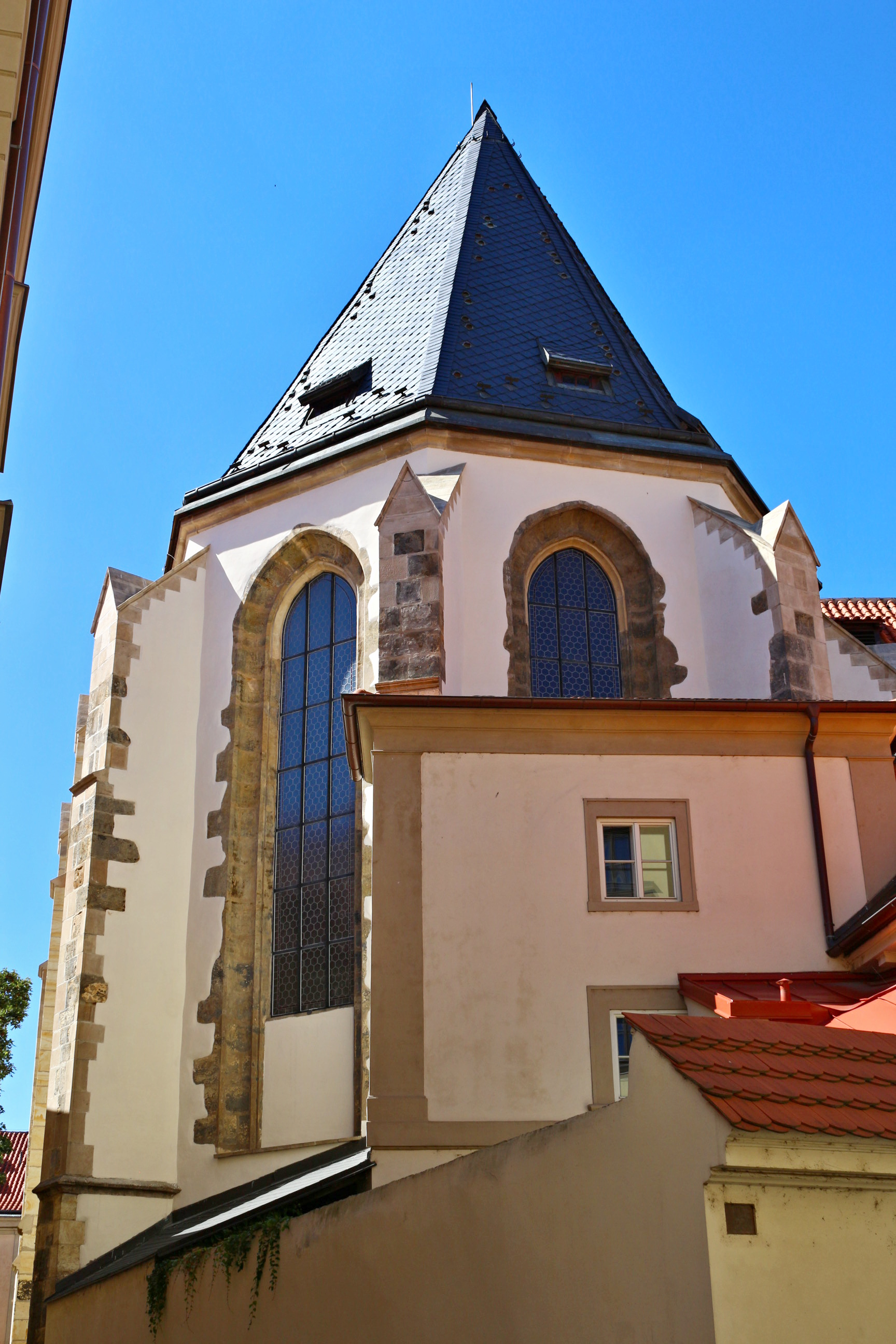
Závěr kostela svaté Anny (pohled z Liliové ulice)

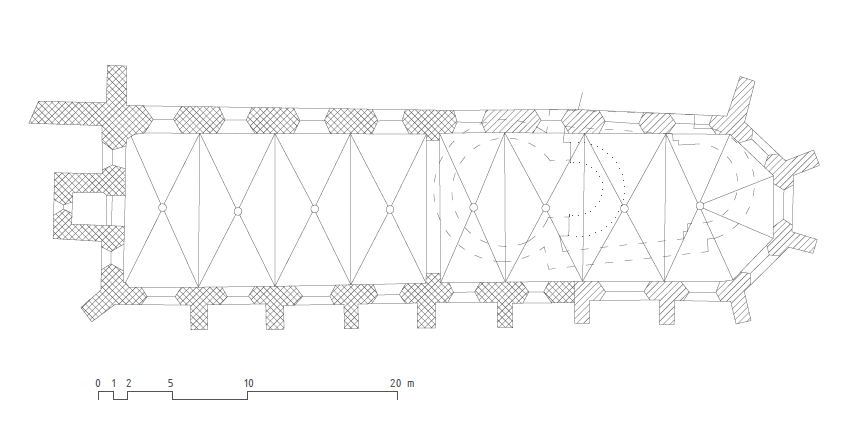
Kostel sv. Anny na Starém Městě, půdorys

Bývalý kostel svaté Anny v Praze na Starém Městě je jednolodní gotický klášterní kostel ze 14. století s barokními prvky v interiéru a na západní fasádě, který dnes leží uvnitř bloku mezi Anenským náměstím a Liliovou ulicí při ulici Zlatá na Starém Městě, Praze 1.
Kostel ukazuje typickou architekturu mendikantských řádů, konkrétně jejich ženských větví. Architekt není znám, donátory kláštera byli král Jan Lucemburský a Eliška Přemyslovna, páni z Říčan, Konrád z Litoměřic. Od roku 1782 neslouží kostel původnímu účelu, byl využíván jako bytový dům i tiskárna, nyní jej vlastní Národní divadlo a od roku 2004 jej Nadace Vize 97 používá jako kulturní centrum Pražská křižovatka. Společně s Anenským klášterem (domy čp. 211, 951, 948, 212 a 213) byl 3. května 1958 prohlášen za kulturní památku.

## Historie

### 14. století

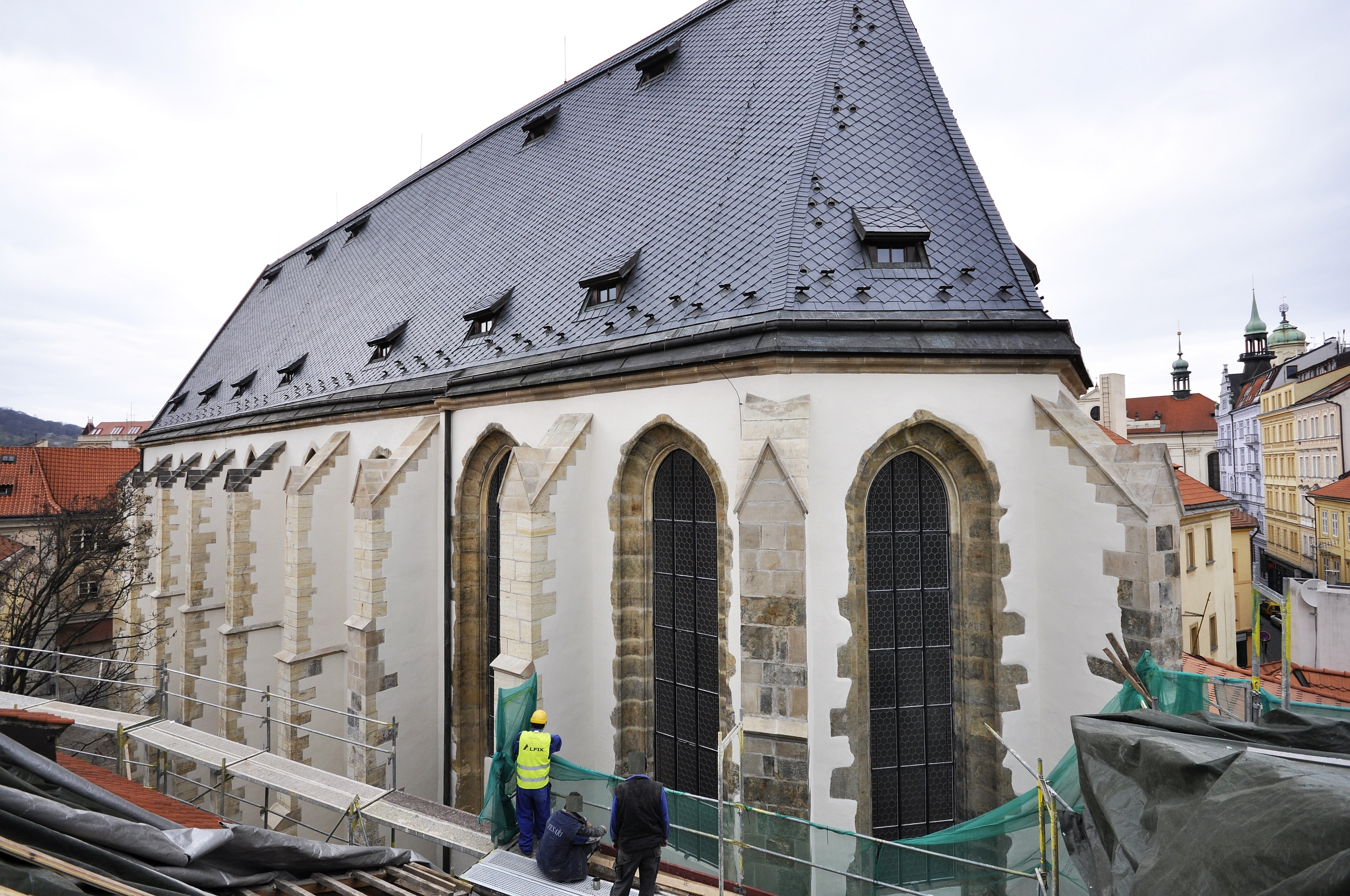
Závěrová část kostela od jihovýchodu, se strmou střechou na gotickém krovu

Kostel byl postaven v letech 1319–1330 pro klášter dominikánek na místě starší rotundy a kostela sv. Vavřince s kruhovou lodí a půlkruhovou apsidou, připojenou k lodi pásem vítězného oblouku. Tuto stavbu, provedenou kvádříkovou technikou v opuce, objevil v letech 1956–1957 archeologický průzkum I. Borovským. Stavba vznikla pravděpodobně už v první polovině 12. století a plnila funkci soukromého kostela u raně feudálního dvorce. Přestože se neví přesné datum průběhu výstavby kostela sv. Anny, inspiracemi či paralelami mohly být kostel dominikánek
ve Stetten (Hechingen), kostel v Lambrecht bei Neustadt a. d. Haardt nebo klášter klarisek v St. Veit an der Glan.
Podstatnými úpravami prošla ve 30. letech 13. století během usazení řádu templářů. Ti strhli stávající apsidu a ke kruhové lodi přistavili podélný prostor, který se k východu zužoval a byl zakončen podkovovitou apsidou. Buď se jednalo o zvětšenou loď stavby, v níž se původní loď přeměnila v západní věž s potenciální emporou, nebo o přístavbu rozměrnějšího chóru k původní lodi na kruhové dispozici. Opět šlo o kvádříkovou opukovou stavbu, přičemž se svatyně 13. století v porovnání s dřívější rotundou lišila v použití rozměrnějších a značně opracovanějších kvádříků. V místě, kde se nacházel dvorec, si templáři zbudovali komendu, čili klášter rytířského řádu. Když byl řád zrušen, dvůr s kostelem sv. Vavřince koupili v roce 1312 johanité a hned následujícího roku 1313 jej prodali dominikánkám od kláštera sv. Anny na Újezdě. Jan Lucemburský tuto koupi potvrdil, jelikož nové osídlení dominikánek na Starém Městě chápal jako znovuobnovenou královskou fundaci, neboli majetek věnovaný ke konkrétnímu účelu (klášter na Újezdě založen Václavem II.). V roce 1320 sponzorovala klášter královna Eliška, v letech 1324, 1325 a 1329 příslušníci rodu pánů z Říčan, kteří v oné době obývali sousedství a jejichž členky patřily zároveň k představeným kláštera. Roku 1339 stavbu sponzoroval litoměřický probošt Konrád z Litoměřic.
Jako kostel sv. Vavřince je ještě nazýván roku 1355, avšak v roce 1365 už nese název chór sv. Anny. O konvent (budovu kláštera) se starali dominikáni od nedalekého sv. Klimenta.
Dva klenební svorníky z kostela (které jsou v současnosti uschované v lapidáriu – sbírce zbytků stavebních památek – Národního muzea (i. č. 40, 41), nesou štíty svých dárců, čili tři leknínové listy (páni z Říčan) a českého heraldického lva (královské založení). Tímto způsobem si oni dobrodinci zvěčnili svůj rod na této stavbě, v historických záznamech kláštera je i zmínka o členech rodu pánů z Fuchsberka.
Co se týče výstavby kostela, sestávala ze dvou fází. Po roce 1313 využívaly kostel sv. Vavřince sestry, současně se na západ od kostela budovala loď s emporou jeptišek, jež zaujala nejen čtyři klenební pole, tedy celou loď až k vítěznému oblouku, ale také první dvě klenební pole chóru, kde se nacházela odstraněná loď románské rotundy. Když ve druhé polovině 14. století došlo ke stržení templářského kostela sv. Vavřince, chór, závěr a jedno klenební pole před ním dostavěla odlišná stavební huť (nebo původní huť, ovšem ovlivněná novým slohovým vývojem především ve tvarovém zjednodušení). Posléze byly zdi chóru vyzdobeny nástěnnými malbami, přibližně v 70. letech 14. století. Krov nad lodí se dokončil dle dendrologických rozborů po roce 1364. Dnes je jediným dochovaným krovem ze středověku nad významnou sakrální stavbou historických pražských měst. Příčné vazby krovu jsou vyztuženy zkříženými trámy ve tvaru tzv. ondřejského kříže.

### Dostavba
Jakmile byl klášterní kostel dominikánek dostavěn, zařadil se brzy mezi nejvýraznější novostavby mendikantské architektury na Starém Městě v Praze. Zvenku připomínal úzkou stavbu s jednou lodí, po stranách zpravidelněnou hustou posloupností podpěrných pilířů a širokých oken bez kružeb, s vysokou příkrou střechou, navíc převýšenou osmibokou věžičkou v západní štítové ose. Zdivo bylo ze severní strany směrem ke klášteru obkládáno cihlami na křížovou vazbu, které nejspíš měly plnit funkci ochrany před nepříznivými klimatickými vlivy, z jižní strany lomové zdivo z opuky zakryla omítka. Západní věž, jež do úrovně kleneb byla čtvercová a v dalších třech horních podlaží osmiboká, byla taktéž z cihel. Okenní a portálové ostění a další klenební články, tj. žebra a konzoly, jsou vytesané z opuky. Protáhlý, těsný a vysoký vnitřní prostor zakončovala valená klenba s velmi prudce lomenými výsečemi nad okenními otvory. Celá loď se vymezila pro emporu sester, osluněnou vysokými okny jak z jihu, tak i ze severu. Až v chóru se zcela prosadila monumentální výška interiéru, holé stěny zde bylo možno pokrýt nástěnnými malbami, které se staly společně se sochařskými pracemi významnou výzdobou vnitřního prostoru.

### Husitské války
Období husitských válek přečkal kostel sv. Anny jako jeden z mála v Praze bez úhony.

### 16.–20. století
V 17. století se rekonstruoval a přestavoval především klášter, v kostele byl roku 1676 nanovo postaven chór jeptišek, štuková dekorace vnitřních prostor se dokončila v roce 1727, pod gotickými konzolami se zřídily pilastry, jejichž hlavice byly zdobeny volutami. Tenká půlkruhová zazdívka vyplnila vrchol oken gotického stylu, v západním průčelí se okna orámovala šambránou. Pilastry s volutovými hlavicemi pomohly rozsegmentovat stěnu západního průčelí včetně věže.
Za svých studií v Praze zde hrával významný barokní skladatel Christoph Willibald Gluck. V době panování Josefa II. byl klášter roku 1779 v rámci církevních reforem zrušen a kostel roku 1782 odsvěcen. Do roku 1795 komplex budov sloužil jako byty (později zde bydlela mj. i Karolina Světlá). Od roku 1816 zde fungovala tiskárna Jana Ferdinanda Schönfelda, jenž vydával Císařské a královské poštovské noviny. V roce 1834 se tiskárna stala největší v tehdejším Rakouském císařství.
Roku 1860 byla snesena průčelní altánová vížka, v období mezi lety 1880–1884 bylo odstraněno 3. nadzemní podlaží věže a gotická klenba byla stržena. Kostel sloužil i jako sklad papíru, jeho prostor rozčlenily dřevěné stropy a až roku 1956 se východní část přízemí uvolnila pro výzkum archeologů. Od 70. let 20. století probíhají v kostele opravy vnějšího pláště a krovu včetně střechy.

### 21. století
Dodnes se zachoval gotický krov a částečně i nástěnné malby ze 70. let 14. století. Současným majitelem objektu je Národní divadlo, které ho na 99 let za symbolickou korunu ročně pronajalo Nadaci Dagmar a Václava Havlových Vize 97. Ta financuje kompletní rekonstrukci kostela, která v letech 2002–2004 zahrnovala také vybourání dřevěných pater. Dnes prostor slouží jako kulturní centrum nazvané Pražská křižovatka, nadále však probíhají rekonstrukce, naposledy např. kompletní renovace fasády v letech 2015–2016.

## Architektura
Kostel je výrazným zástupcem typu dlouhého jednolodního ženského kostela, který je v Česku zastoupen pouze v podobě kostela Matky Boží v oslavanském klášteře, který je navíc v porušeném stavu. Jakousi podobnost tvarosloví lze nalézt ve starší gotické huti sázavské. Gotický klášter při severní straně kostela je zcela znešvařen. Podle nízkých, jednoduše odstupňovaných opěráků se předpokládá rajský dvůr nepravidelného lichoběžníkového půdorysu (rozvinutí dvora do pravidelného, ideálně čtvercového tvaru znemožňovala okolní zástavba, dnes v těchto místech stojí domy č.p. 220) s nejdelším západním a nejkratším východním ramenem. Severní rameno se nedochovalo. Ostění širokých oken, zjevných částečně v jižním rameni, bylo lehce vyžlabené.

### Exteriér

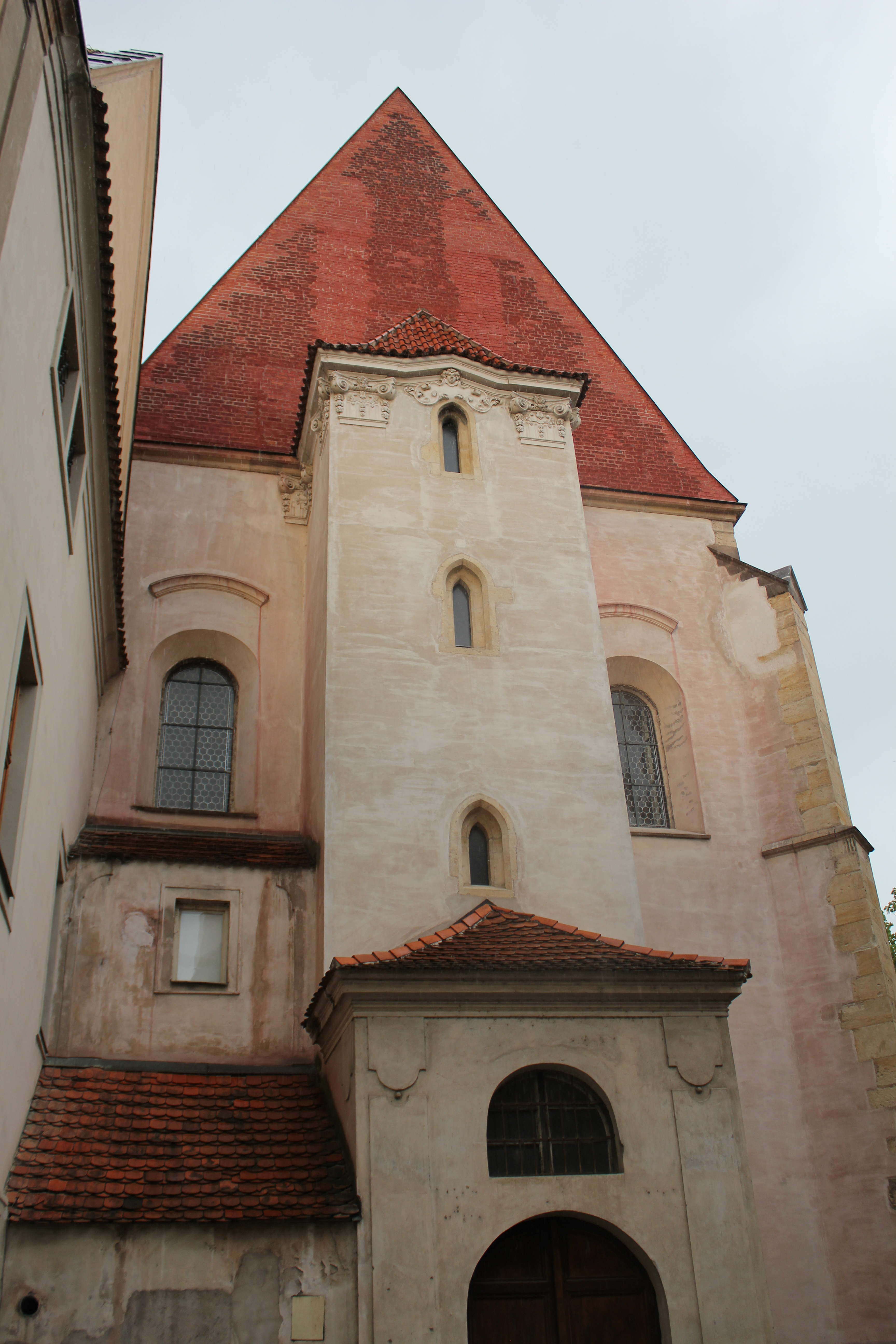
Kostel sv. Anny na Starém Městě, západní stěna kostela před rekonstrukcí

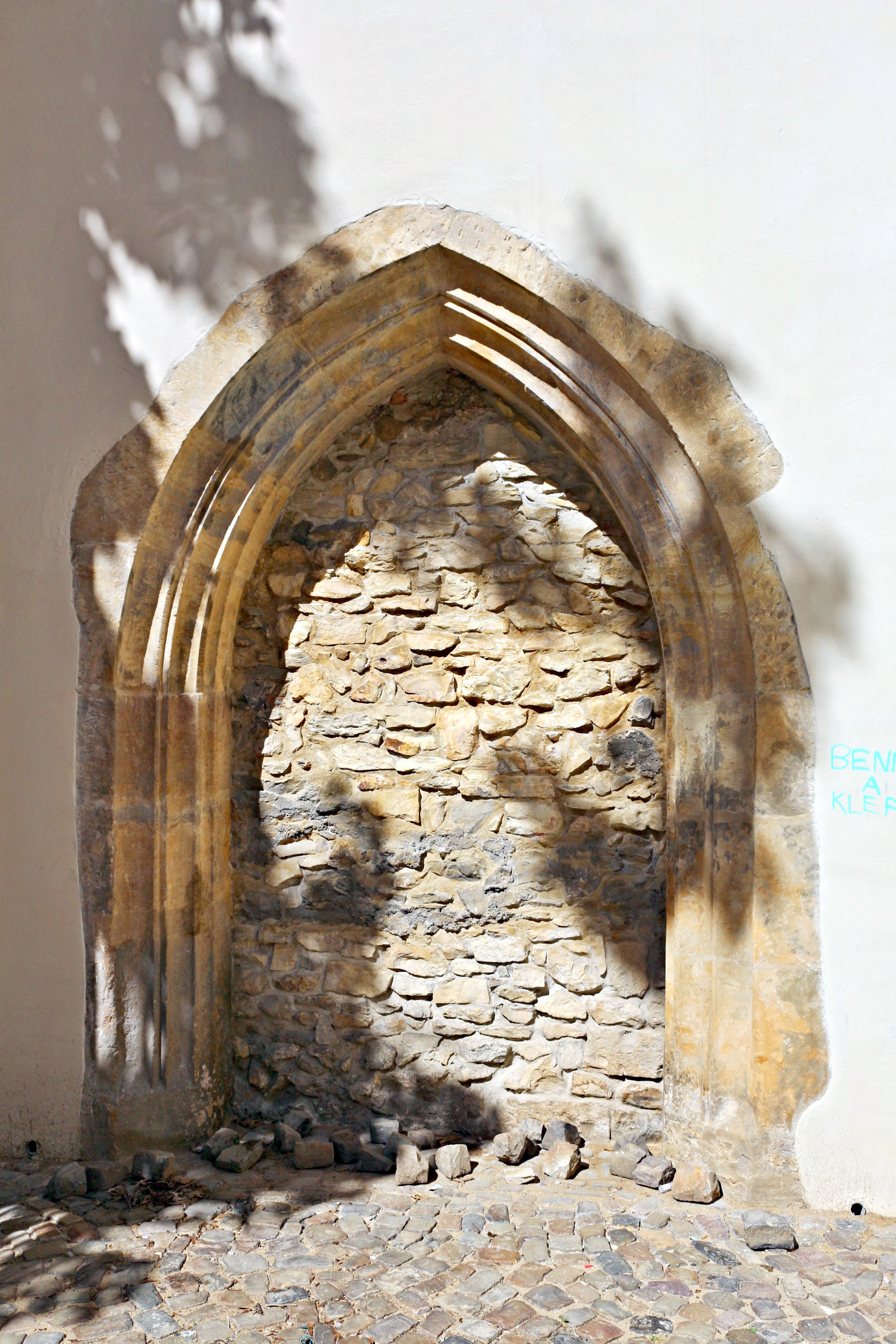
Kostel sv. Anny na Starém Městě, zazděný jižní portál ve Zlaté ulici

Kostel je 43 m dlouhý, 10 m široký a 17,50 m vysoký se sedmi příčně orientovanými obdélnými poli zaklenutými křížovými žebrovými klenbami. Chór se dělí na loď, které přísluší první čtyři pole, a presbytář, kterému přísluší poslední tři pole a závěr. Chór zakončuje pět stěn osmiúhelníku, tuto část klene šestipaprsčitá klenba. 4 metry široká věž, v dolní části na půdorysu tvaru obdélníku a výše pak oktogonální, je připojena k prostředku západního průčelí. Klášter z období středověku se nacházel u severní strany kostela. Zlomové zdivo a ve velké míře i cihly byly použity jako stavební materiál, lze je vidět na severní straně, na věži a západním štítu. Tyto cihly mají rozměry 270 x 140 x 80 mm). V interiéru je kostel přepatrován dřevěnou konstrukcí, původně byl vnitřek rozdělen na pět částí.
Tvarosloví chóru, především jeho konce a prvního pole, se od ostatních dost liší. Opěráky této části jsou završeny stříškou a pultem, naopak opěráky při jižní stěně, dvakrát odstupňované, a mělké neodstupňované cihlové opěráčky při stěně severní, vrcholí pultovým zastřešením. Závěrová část se vyznačuje lomenými okny bez kružeb a prutů, profilovanými v ostěních vně i uvnitř řádným výžlabkem. Tato okna vstupují do značně větší hloubky než krátká okna, jež vyplňují podélné stěny. Růst kratších oken směrem dolů je na jižní straně utnut nápadnou podokenní římsou, která prochází kolem opěráků až k západnímu průčelí, a na severní straně pultovou střechou kláštera. Na jihu se tak objevují vyčouhlé nedělené plochy, které podmiňuje hluboký kůr jeptišek. Dva jemné výžlabky rozdělené páskem segmentují zvnějšku ostění oken lodi a dvou polí choru (Sázava chor, Roudnice chor), uvnitř tuto funkci přebírá hluboký výžlabek mezi oblounkem a zřetelným pravoúhlým zářezem. Toto odlišení obou částí lze spatřit i v hlavní římse, jež je na rozdíl od skromné římsy podélných stěn profilovaná v zakončení nezvykle dvěma výžlabky. Průčelí na západní straně je poničeno, v jeho jihozápadním nároží byl našikmo umístěn opěrák, jenž se vzpíná až k hlavní římse.
Věž zůstala nezničena jenom po římsu chrámového štítu, v západní stěně se dochovala tři malá lomená okénka. Tento hranolovitý podklad nesl štíhlou osmibokou vížku s třemi patry (sv. Kateřina, P. Maria na Trávníčku), kterou ve všech stěnách i patrech prolamovalo drobné lomené okno. Dochovaný zbytek těchto prvků středověku lze dnes vidět v západním štítu v nynějším podkroví.
Mělké výžlabky ještě dnes profilují napůl zazděný lomený portál na západní straně v podvěží. Jižním portálem pravděpodobně mohli vstupovat laičtí návštěvníci v době, kdy pro ně byl kostel zpřístupněn. Projektování tohoto portálu doprovázely dva základní středověké postupy - rotace čtverců a využití úhlopříček čtverce základního. Výška svislé části ostění je stejná jako světlá šířka portálu, výšku záklenku portálu určuje úhlopříčka čtverce o straně odpovídající této šířce. Rozměry dalších jednotlivých části ostění jsou určeny regresivní rotací dolního čtverce. Ačkoli to není na první pohled zjevné, celek je dokonale geometricky provázán. Dále dokážeme odvodit i proporce ostění oken v chóru, a to pomocí otáčení čtverců.

### Interiér

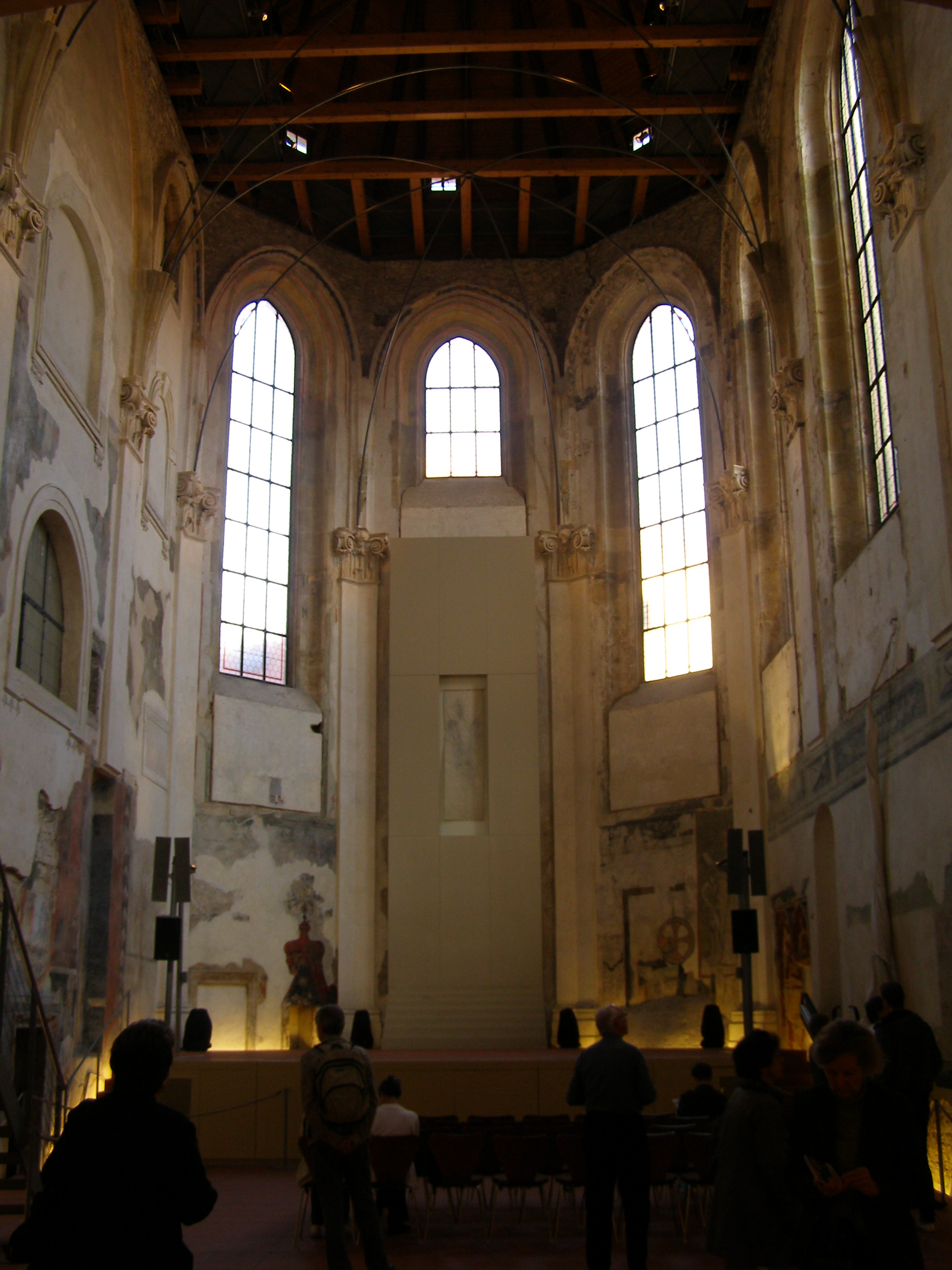
Interiér kostela

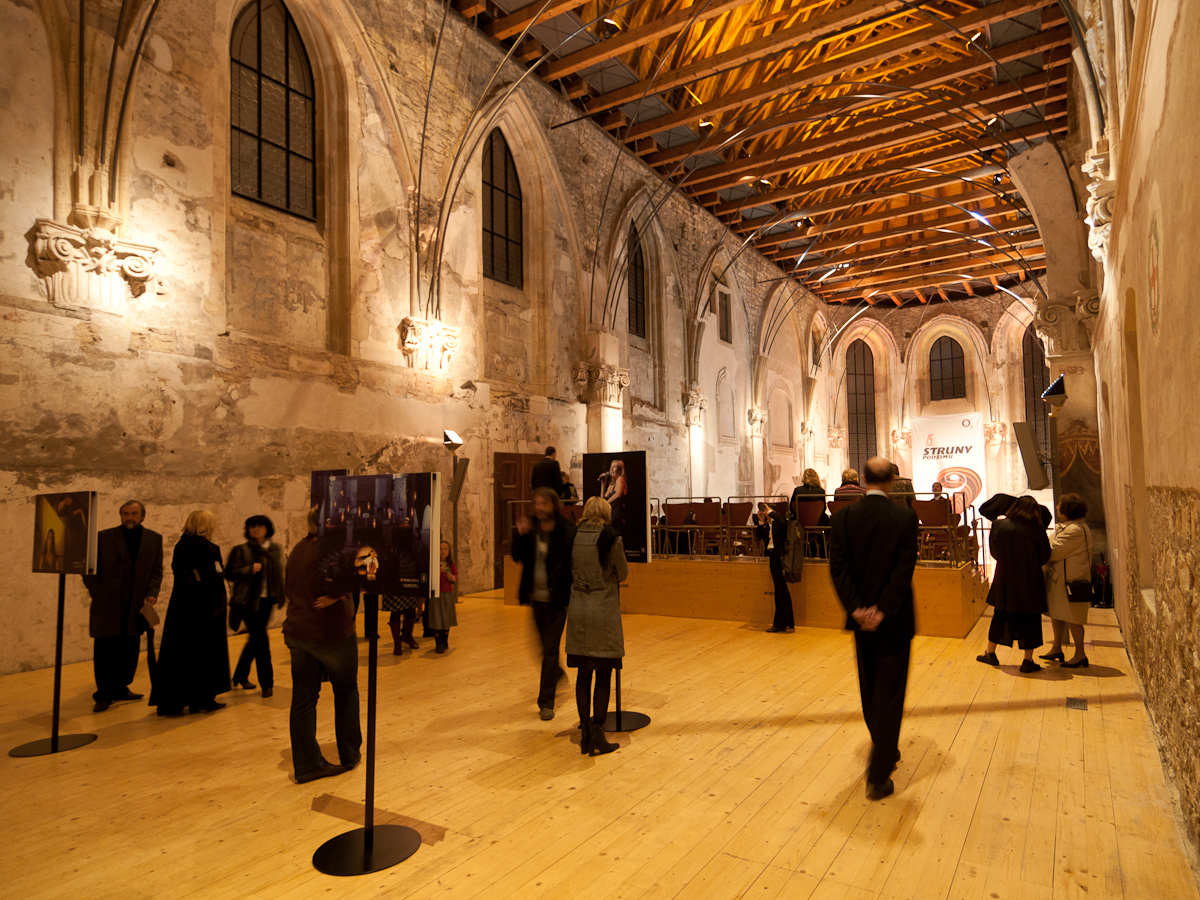
Pražská křižovatka, interiér kostela sv. Anny

Presbytář o třech polích se vyznačuje rychlým sledem (šířka pole k jeho hloubce je v poměru 1:2) a závěrem, na konci ho prodlužuje téměř shodně široká loď o čtyřech polích, taktéž rychlého sledu. Hned pod pozůstalými výběhy gotických kleneb končí hlavice pilastrů barokního slohu (ve třetím patře), kvůli kterým lze obtížně rozpoznat středověkou segmentaci stěn. V prvním poli a v závěru se vzpínala hrušková žebra rovnou z pravoúhlých podložek, po bocích byly tyto podložky ohraničeny skromně vyžlabenými čelními oblouky. Současné vodorovné skosení podložky hned pod místem výběhu žeber sice odpovídá charakteristickému pravoúhlému zalomování čelních oblouků z druhé poloviny 14. století, ono skosení však pochází nejspíš až z pozdějších barokních úprav. Zjevné přímé nabíhání může dokládat rozšíření tohoto motivu v českých zemích už v době Janově. Jelikož jsou přímým zabíháním klenebních žeber (v hlavní lodi) do prostých podložek podobně řešeny i výběhy žeber na obvodových stěnách, interiér se vyznačuje poněkud strohým charakterem.
Na začátku druhého pole choru vyrůstají žebra ze zvláštních konzol tvaru jehlanu, jejichž materiál je dobovým spiritualismem rozbit na třetiny, odpovídající třem vybíhajícím žebrům. Konzola v prvním poli lodi na jižní straně je nejzajímavějším úkazem, jelikož její krycí desku charakterizují dva zářezy a vlastní jehlan se rozštěpil na dva tenké jehlany s mírně vyžlabenými stěnami. Tato konzola jasně představuje sílu a uměleckou opravdovost středověkého spiritualismu 14. století. Oblouky v čele podélné části, obohacené oblounkem, pravděpodobně pokračovaly plynule podél konzolek, nicméně do jaké míry, nelze kvůli barokním pilastrům zcela určit.
Subtilní konzolky v lodi při triumfálním oblouku a při západní stěně se podobají těm v kapitulní síni a v podvěží sázavském. Neprvotní pravoúhlá hmota vítězného oblouku narušuje plynulou následnost polí, veškeré klenby byly křížové. V plné hloubce lodi se vbudoval rozměrný kůr.

## Nástěnné malby
Do jaké míry se členky komunity na výzdobě kostela samy podílely, ať už z pozice objednavatelek či přímo výkonných sil, nelze z důvodu nedostatku písemných pramenů zcela určit. Dokonce se dá uvažovat o tom, že se přímo účastnily výmalby chóru, to by totiž odpovídalo soudobému obrazu aktivního postavení žen ve středověké společnosti a umění.

### Klanění tří králů
Nástěnné malby na severní a jižní straně presbytáře tvořily důležitou součást výzdoby kostela. Kompozice Klanění tří králů s průvodem jezdců na koních se odvíjela od třetího pole závěru na severní straně. Před jesličkami z proutí vpravo sedí P. Marie s Ježíškem v klíně, za ní je svatý Josef, který se opírá o hůl. Figuru prvního krále oděného v červeném hávu, jenž klečí, poškodila barokní lizéna, zůstal pouze obrys jeho zad. Druhý král v zeleném rouchu stojí a donáší ciborium, čili liturgickou nádobu z drahých kovů. Třetímu králi se nejzřetelněji zachoval obličej se světlým inkarnátem a korunou na hlavě. Plášť má také zelený, jeho pravá ruka svírá misku. Za ním je dobře vidět hlava hnědočerveného koně s postrojem a další světlý kůň.

### Sedm svátostí
Monumentální kompozice Sedmi svátostí s Ukřižovaným Kristem na kříži v její ose se odvíjí napravo od kompozice Klanění. U paty kříže na oltáři, před nímž kněz slouží mši, je umístěn kalich, do kterého stéká krev prýštící z Kristových ran v bocích a v nohách. Kristova hlava ani vodorovná ramena kříže se nedochovala. Dílčí svátosti na pravé straně výjevu, doplněné pozůstatky latinských nápisů, jsou celkem snadno čitelné. Tyto svátosti se nacházejí ve třech horizontálních úrovních pod Ukřižováním.
Svátost manželství je zobrazena vpravo nahoře, pod ní svátost Křtu a svátost Biřmování se nachází dole. Vlevo nahoře měla nejspíš své místo svátost Kněžství (svěcení kněží), pod ní potom zřejmě svátost Pokání a Posledního pomazání.
Slohovou stránkou spadají malby do okruhu dvorské malby 70. let 14. století, navazují na kompozici Klanění na Karlštejně a předcházejí Klanění v Saské kapli v katedrále sv. Víta. Od obou kompozic se ale liší velkým průvodem jezdců, což je velmi narativní motiv. Spekulativní kompozice Sedmi svátostí se počítá k jedněm z nejstarších ve střední Evropě a potvrzuje obrovský význam monumentální malby v Praze za dob Karla IV.
V dolní úrovni na severní stěně zůstaly neponičeny jen zlomky rozsáhlejších maleb, z nichž lze nejlépe rozpoznat hlavy mužů vpravo. Tyto pozůstalé fragmenty potvrzují jistý vztah k emauzským malbám. Zlomek úplně nalevo zobrazuje stojící figuru. Předpokládá se, že se jedná o ženu, v ruce drží kalich. Vznášející se andělíčci v pozadí připomínají spíše kompozice Ukřižování, žena s kalichem pak zřejmě znázorňuje Církev (ecclesia).

### Oplakáváni Krista
Na jižní straně presbytáře měla své místo nejspíš rovněž monumentální kompozice Oplakáváni Krista, ze které je dnes čitelná pouze mohutná postava se svatozáří, oděna červeným rouchem, a Kristovy nohy, dokládající, že na původní kompozici byl pravděpodobně umístěn v horizontální poloze. Zachovaná malba je ve velmi špatném stavu, její předpokládaný vznik je též v 70. letech 14. století.
Z doby o něco mladší, nejspíše barokní výzdoby, pochází figura světice držící kalich na jižním pilastru presbytáře a pohled na okolí kostela, jenž pravděpodobně zobrazuje komplex křižovnického kláštera.

## Pražská křižovatka

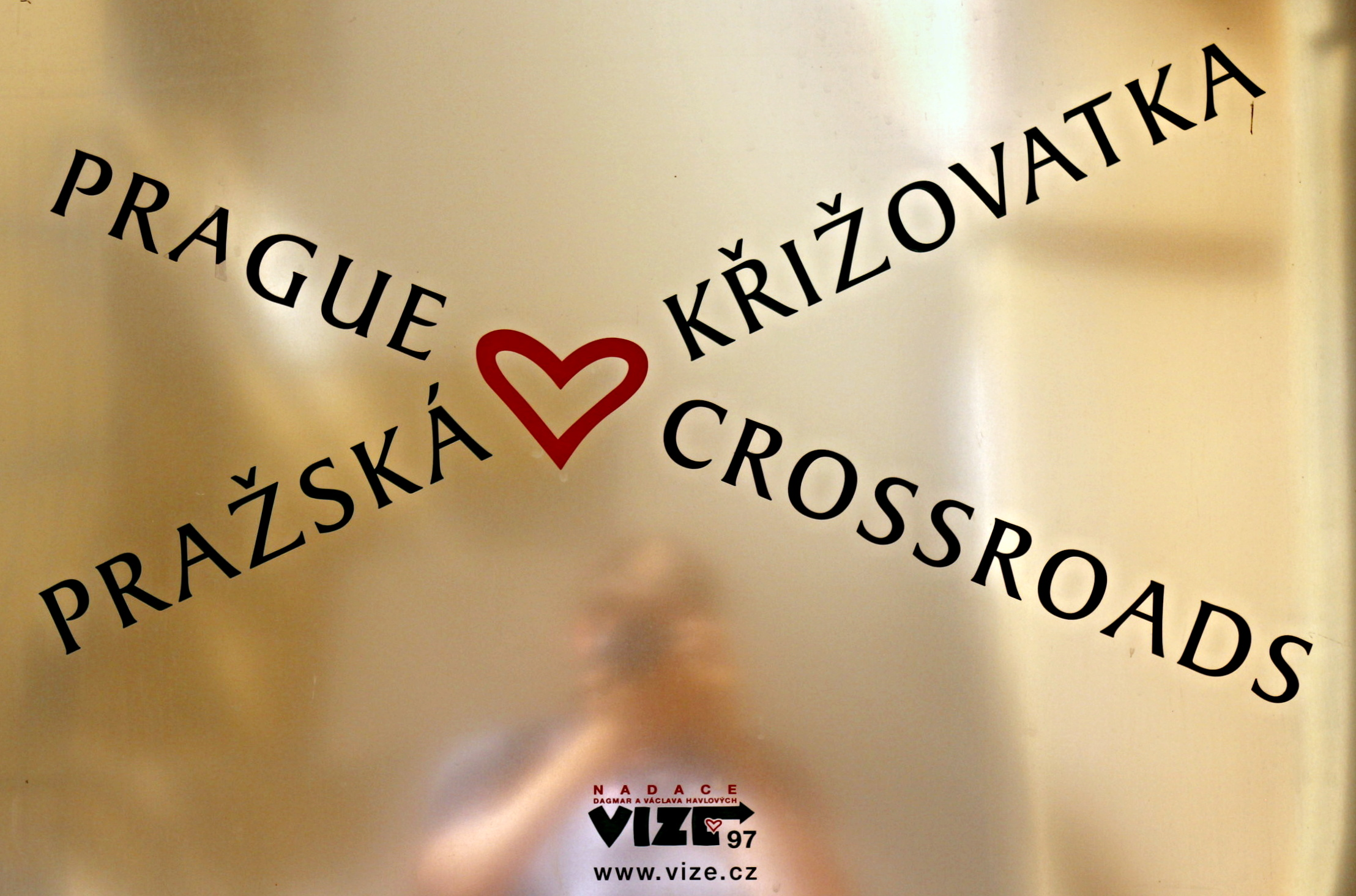
Cedule s logem Pražské křižovatky na zdi kostela

Pražská křižovatka, mezinárodní duchovní středisko vzniklé z podnětu bývalého prezidenta ČR, disidenta, spisovatele a dramatika Václava Havla, je sugestivním místem nejrozmanitějších setkání, kde jsou pořádány přednášky, diskuze, koncerty, představení, výstavy, meditace a happeningy. Jejich dramaturgie je založena na plném respektu k multikulturní rozmanitosti dnešního světa, protože jejich hlavním posláním je odpovídat na dnes už široce sdílenou potřebu nepředpojatého a tvořivého rozhovoru lidí různé víry, přesvědčení a profesí o stavu dnešní civilizace a nebezpečích, která jí hrozí, o jejích nadějích a budoucnosti. Pražská křižovatka sídlí v dnes již dávno odsvěceném kostele, který měl dle Kroniky české Václava Hájka z Libočan původně založit v roce 927 sv. Václav. O záchranu Pražské křižovatky se kompletně stará Nadace Dagmar a Václava Havlových VIZE 97, která tento prostor i spravuje.

## Rekonstrukce
Nejnáročnějším projektem Nadace Dagmar a Václava Havlových VIZE 97 bylo vytvoření mezinárodního centra Pražská křižovatka. V roce 1999 podepsala Nadace VIZE 97 nájemní smlouvu s Národním divadlem na pronájem tohoto odsvěceného chrámu na 99 let. Následně probíhaly přípravné práce rekonstrukce. 9. ledna 2002 vydal Úřad městské části Praha 1 Nadaci VIZE 97 stavební povolení, a tak Nadace mohla začít se stavebními pracemi. V témže roce se podařilo dokončit jejich první etapu – sanaci vlhkosti obvodových stěn. Další rok probíhala druhá etapa, kdy probíhalo především restaurování nástěnných maleb. V roce 2003 započala třetí a stavebně nejdůležitější etapa rekonstrukce, která byla dokončena v létě roku 2004. Dne 5. října 2004 byla v Pražské křižovatce slavnostně udělena Cena Nadace VIZE 97 a její prostor tak začal plnit své poslání.
Nadace VIZE 97 se již od počátku snažila přistupovat k obnově Pražské křižovatky velice citlivým a zároveň moderním způsobem. Podařilo se tak vytvořit jedinečný kulturní prostor pro 440 sedících diváků, který dokáže poskytnout komfort srovnatelný s ostatními podobně zaměřenými prostory. Pražská křižovatka má dnes vytápěnou podlahu, kompletní elektroakustický systém a vnitřní i vnějšího osvětlení. Na celém tomto úspěchu má nemalý podíl anglická architektka českého původu Eva Jiřičná, která je autorkou architektonického řešení. Na místě, kde dříve býval oltářní obraz, se nyní nachází dílo známé české malířky Adrieny Šimotové „Extatická postava“. K umělcům, jejichž díla rovněž dotvářejí interiér Pražské křižovatky, patří i Kurt Gebauer a Bořek Šípek.
Od roku 2004 se v Pražské křižovatce konají různé kulturní akce a průběžně probíhají i další rekonstrukce prostoru.

## Zajímavosti
V roce 1553 byl v kostele pochován kronikář Václav Hájek z Libočan.
Kostel svaté Anny je považován za jeden z hlavních inspiračních zdrojů motivu zrušeného kostela svatého Jakuba ve Foglarových Stínadlech, jejichž hlavní reálnou předlohou byla nejspíše nedaleká čtvrť Na Františku. Probíhala zde i volba Velkého Vonta. Celý Anenský dvůr i s kostelem měla po jistou dobu od Grafických závodů A. Haase v dlouhodobém pronájmu židovská firma Oskar Stein, velkoobchod papírem, u níž byl Jaroslav Foglar zaměstnán jako fakturant.

## Historie kostela vbodech
- 927 – český kníže Václav zakládá kostel sv. Vavřince – historicky nepodloženo
- 12. století – archeologicky doložená stavba románské rotundy sv. Vavřince
- 1232 – pravděpodobné datum, kdy se u sv. Vavřince usídlili templáři
- od 1312 do 1313 – po zrušení templářského řádu kupují dvůr s kostelem Johanité; ti jej hned následujícího roku prodávají dominikánkám z kláštera sv. Anny na Újezdě
- po roce 1313 – dominikánky využívají kostel sv. Vavřince, zatímco se západně od něj staví nová loď s emporou jeptišek
- ve 2. polovině 14. století – je stržen templářský kostel, aby mohl být dostavěn východní závěr chóru a propojen se stejně širokou lodí
- po roce 1372 – nástěnné malby v presbytáři (zvl. Oplakávání Krista, Sedmero svátostí a Klanění tří králů) jsou unikátním dílem Mistra Třeboňského oltáře. – Po svém dokončení se stal klášterní kostel, zasvěcený sv. Anně, jednou z nejvýraznějších novostaveb mendikantské architektury na Starém Městě pražském.
- v 1. pol. 15. století – jako jediný z pražských kostelů je nedotčen husitskými válkami, po nich se však ocitá ve finančním úpadku
- 1553 – v klášteře, kde strávil poslední léta svého života, byl pohřben kronikář Václav Hájek z Libočan
- 1616 – kostel s klášterem opraven přičiněním královny Anny, manželky krále Matyáše
- 1676 – nově vybudován chór jeptišek
- 1727 – dokončena štuková výzdoba interiéru
- 1782 – za Josefa II. klášterní kostel zrušen, odsvěcen a prodán za 19 tisíc zlatých, proměněn v průmyslový podnik a skladiště
- 1795 – objekt získává dvorní tiskař Jan Ferdinand ze Schönfeldu, který tam roku 1816 zřizuje tiskárnu
- 1835 - objekt přebírá tiskárna Haase
- od 1880 do 1884 – odstraněna tři horní patra věže a stržena gotická klenba
- od 1956 do 1957 – archeologický průzkum celé východní části kostela
- od 70. let 20. století – probíhají s přestávkami opravy vnějšího pláště kostela a krovu včetně střechy
- od 1992 do 1993 – rekonstrukce středního křídla pro baletní soubor Národního divadla
- 1997 – založena Nadace Dagmar a Václava Havlových VIZE 97. Jedním z hlavních programů se stala právě „Obnova kostela sv. Anny“. Nadace si jej pronajala od Národního divadla na 99 let za symbolickou jednu korunu
- od 1998 do 2004 – rekonstrukce kostela sv. Anny ve třech etapách podle návrhu arch. Evy Jiřičné; instalace „oltářního obrazu“ – kresby Adrieny Šimotové Extatická postava
- 2004 – 5. října, u příležitosti slavnostního předání Ceny Nadace Dagmar a Václava Havlových VIZE 97 prof. Petru Vopěnkovi, zahájila svou činnost Pražská křižovatka
- 27. ledna 2009 – rozloučení s Janem Kaplickým
- 19.–21. prosince 2011 – vystavení rakve s ostatky Václava Havla